# أسد عين جالوت (فلم)
أسد عين جالوت فيلم رسوم متحركة من إنتاج آلاء للإنتاج الفني في عام 1998 باللغتين العربية والإنجليزية (النسخة الإنجليزية: Lion of Ain Jalut) تحت إشراف المنتج أسامة أحمد خليفة وإخراج هاشم وطنداش، مدة الفيلم 90 دقيقة.

## القصة
يدور الفيلم حول اجتياح التتار(المغول) للعالم الإسلامي، كما يحكي القصة الحقيقية للأميرة جهاد (جلنار حب الرمان) والأمير محمود (سيف الدين قطز) وكيف تحولت حياتهما من حياة الأمراء إلى حياة الأسرى والعبيد إلى أن صار قطز قائدا ثم سلطانا، وكذلك قصة الأمير الظاهر بيبرس،  وذكر انتصار المسلمين على الصليبيين في معركة المنصورة ثم انتصارهم على التتار في معركة عين جالوت. وقعت القصة في القرن السابع الهجري والثالث عشر ميلادي، ودارت أحداثها بين بلاد خوارزم والشام ومصر.

## الدبلجة

### الدبلجة الأردنية
هشام الهنيدي بدور السلطان جلال الدين السلجوقي
ماهر خماش بدور جنكيزخان
حسين أبو حمد بدور سلامة
محمد خليل بدور ابن الزعيم - هولاكو
أحمد أبو سويلم بدور الملك الصالح أيوب - الظاهر بيبرس - عاصي
جهاد مناصرة بدور قيطبة (كتبغا)
جمال مرعي  بدور القائد ممدود - عز الدين أيبك
مصطفى أبو هنود بدور سيف الدين قطز
طارق أبو عبيد بدور التاجر غانم المقدسي
ماهر الآغا بدور الراوي

## أهداف الفيلم
يمتاز الفيلم برسوماته الجميلة والإسلامية والتي تبرز الحضارة الإسلامية ، وبجودة إخراجه في صورة جذابة ومثيرة ، ومليء بمشاهد الحركة والإثارة ، فيعلم الطفل تاريخه الإسلامي المجيد ، والبطولة والشجاعة ، ونماذج من أبطال الإسلام (مثل قطز وبيبرس)، وأعداء المسلمين عبر التاريخ(مثل جنكيز خان وهولاكو) .